# گوسکووو
گوسکووو (به بلغاری: Guskovo) یک منطقهٔ مسکونی در بلغارستان است که در شهرستان کاردژالی واقع شده‌است.